# وزارت تساهل و همزیستی (امارات متحده عربی)
وزارت تساهل و همزیستی (انگلیسی: Ministry of Tolerance and Coexistence) (با نام سابق وزارت تسامح) از وزارتخانه‌های هیئت دولت در کشور امارات متحده عربی است. این وزارتخانه مسئولیت نظارت و اجرای ارکان «برنامه تساهل ملی» را که در حیطه وظایف آن است به عهده دارد. این برنامه توسط امارات متحده عربی برنامه‌ریزی شده‌است. وزارت تساهل و همزیستی تعهد ملت را برای پیوستن به کل جهان در حمایت از تساهل، کثرت‌گرایی و همزیستی مسالمت‌آمیز و سودمند متقابل نشان می‌دهد. امارات متحده عربی ابراز داشته که آماده است تا با به اشتراک گذاشتن تجربه خود به عنوان یک کشور صلح آمیز و فراگیر، به سوی پنجاه سال آینده هدایت کند. هدف وزارت تساهل و همزیستی این است که دیگران درک وسیع تری از قدرت جهانی کار با یکدیگر به نفع همه بشریت به دست آورند. وزارت تساهل و همزیستی با نهادها، جوامع و وابستگی‌ها در سطح محلی و جهانی تعامل می‌کند تا نقش خود را در جامعه به‌عنوان توانمندساز تساهل هم افزایی نماید.
امارات متحده عربی می‌گوید: یک شریک کلیدی در چندین کنوانسیون و معاهدات بین‌المللی مربوط به نفی خشونت، افراط گرایی و تبعیض است. امارات متحده عربی مدعی است به پایتختی جهانی تبدیل شده‌است که در آن تمدن‌های شرق و غرب برای تقویت صلح و نزدیکی بین همه مردم به هم نزدیک می‌شوند.
وزارت تساهل برای اولین بار با فرمان دولت در فوریه ۲۰۱۶ توسط محمد بن راشد آل مکتوم، معاون رئیس‌جمهور، نخست‌وزیر و حاکم دبی تأسیس شد. در ژوئیه ۲۰۲۰، وزارت تسامح به وزارت تساهل و همزیستی تغییر کرد. شیخ نهیان مبارک آل نهیان یکی از اعضای کابینه و وزیر تساهل و همزیستی است.

## برنامه
امارات متحده عربی مدعی است همیشه کشوری بوده‌است که برای همه مردم گشاده‌رویی و بردباری ارزش قائل بوده‌است و این اصل از بدو تأسیس، سنگ بنای فرهنگ آن بوده‌است. این رویکرد از شیخ زاید بن سلطان آل نهیان، پدر بنیان‌گذار امارات متحده عربی الهام گرفته شده‌است، که به اهمیت ارزش‌های اخلاقی و انسانی در شکل‌دادن به روابط این کشور با سایر نقاط جهان اعتقاد داشت. برنامه تساهل ملی که توسط کابینه فدرال امارات متحده عربی تأیید شده‌است، منعکس کننده این دیدگاه است و شامل برنامه‌هایی است که به نفع همه اقشار جامعه است و محیطی از برادری انسانی و همزیستی مسالمت آمیز را ترویج می‌کند.

## خانواده
وزارت تساهل و همزیستی متعهد به حمایت و تقویت نقش خانواده در رشد ملی و کمک به خانواده‌ها برای ایجاد جامعه ای هماهنگ تر و فراگیرتر در امارات است. این وزارتخانه امیدوار است با همکاری با خانواده‌ها برای ترویج ارزش‌های مدارا و فراگیری، آینده روشن‌تری برای همه مردم امارات ایجاد کند.
برای این منظور، وزارت تساهل مجموعه ای از ابتکارات و برنامه‌ها را تدوین کرده‌است که هدف آن تحکیم نقش خانواده در ملت سازی است. این ابتکارات ممکن است شامل برنامه‌ها و رویدادهای آموزشی باشد که به خانواده‌ها در مورد اهمیت مدارا، همزیستی و احترام به تنوع فرهنگی آموزش می‌دهد. این وزارتخانه همچنین ممکن است با خانواده‌ها همکاری کند تا منابع و حمایتی را که برای ایجاد روابط قوی و سالم در جوامع خود نیاز دارند، فراهم کند.

## تلاش‌های بین‌المللی
این ابتکار با هدف افزایش شهرت بین‌المللی امارات متحده عربی به عنوان الگویی برای تساهل و همزیستی ایجاد شده‌است. با اجرای برنامه‌ها و دوره‌هایی که این ارزش‌ها را ترویج می‌کنند و افراد را در استفاده از فناوری برای رسیدگی به مسائل مرتبط آموزش می‌دهند، هدف این ابتکار افزایش رقابت‌پذیری امارات در صحنه جهانی است.
وزارت تساهل به سازماندهی انواع ابتکارات بین‌المللی برای ترویج همبستگی انسانی و رسیدگی به مسائل تساهل، عدم مدارا و تبعیض اختصاص دارد. هدف این طرح‌ها بررسی جنبه‌های حقوقی، فلسفی و مذهبی مدارا و کرامت انسانی از طریق قانون‌گذاری و ایده‌هاست. برخی از انجمن‌ها و کنفرانس‌های کلیدی سازماندهی شده توسط وزارت عبارتند از
- انجمن بین‌المللی تلاش‌های تحمل
- انجمن جوامع
- کنفرانس بین‌المللی «مفهوم مدارا در سیستم‌ها، قانونگذاری و قوانین».

این رویدادها بستری برای به اشتراک گذاشتن ایده‌ها و دانش در مورد مدارا و نقش آن در ارتقای کرامت انسانی و همزیستی فراهم می‌کند. آنها همچنین فرصتی برای بحث و بررسی چالش‌ها و مسائل مربوط به مدارا در زمینه‌های مختلف ارائه می‌دهند.

## پرورشگاه مدارا
دولت امارات به دنبال گسترش ارزش‌ها و اصول مدارا، اعتدال، پذیرش از طریق قوانین و مقررات است. توسعه شاخص‌های ملی و مکانیسم‌های کاری برای همه مؤسسات دولتی و تشویق آنها به اتخاذ و توسعه سیاست‌ها و سیستم خدماتی خود به منظور ایجاد نهادهایی با مدارا و کثرت گرایی.
یک سمپوزیوم ملی که توسط وزارت تساهل و همزیستی سازماندهی شده‌است، نمایندگان و اعضای کمیته‌های مدارا را از نهادهای مختلف دولتی و محلی گرد هم می‌آورد. در طول این سمپوزیوم، تحولات مثبت ابتکار ملی «دولت به‌عنوان پرورشگاه مدارا (Incubator of Tolerance)» که چهار سال از آغاز به کار آن توسط کابینه تا کنون می‌گذرد، بررسی می‌شود. علاوه بر این، این سمپوزیوم بهترین شیوه‌های دولتی مربوط به مدارا، همزیستی و برادری انسانی را که در این مؤسسات اجرا شده‌است و همچنین تأثیر ابتکار ملی بر نتایج این مؤسسات را به نمایش می‌گذارد. همچنین از نهادهای برجسته در اجرای این طرح ملی تجلیل می‌شود.

## جوانان
توسعه نقش جوانان در عرصه‌های مختلف، شناخت نقش آنان در ترویج ارزش‌های مدارا و توانمندسازی آنان برای دستیابی به آینده‌ای روشن و نیز محافظت از آنان در برابر نابردباری و افراط‌گرایی. فعال سازی نقش جوانان در عرصه‌های مختلف اقدامات بشردوستانه و توجه به تقویت ارزش‌های مدارا و همزیستی، توانمندسازی آنان برای کمک به آینده کشور، تمرکز بر توانبخشی نسل جدیدی از جوانان برای تبدیل شدن به افراد مثبت. انرژی که به ارتقای مدارا و همزیستی کمک می‌کند. گسترش این ارزش‌ها در بین افراد، خانواده‌ها و جوامع و اطمینان از اینکه ارزش‌های مدارا و همزیستی بر عهده همگان است، ایجاد انگیزه در جوانان برای رسیدن به خیر و سعادت در جامعه و افزایش آگاهی آنان نسبت به خطرات افراط‌گرایی و عدم تحمل. جوانان و با حمایت از توانایی‌های خود در مقابله با آن، نقش مهمی در ترویج مدارا و همزیستی در امارات دارند. آنها رهبران آینده کشور هستند و پتانسیل شکل‌دادن به فرهنگ و ارزش‌های جامعه را دارند.